# Sypna albovittata
Sypna albovittata là một loài bướm đêm trong họ Erebidae.